# Nitrogenaza (flavodoksin)
Nitrogenaza (flavodoksin) (EC 1.19.6.1, Nitrogenase (flavodoksin)) je enzim sa sistematskim imenom redukovani flavodoksin:dinitrogen oksidoreduktaza (ATP-hidroliza). Ovaj enzim katalizuje sledeću hemijsku reakciju
6 redukovani flavodoksin + 6 H+ + 2 + n ATP {\displaystyle \rightleftharpoons } 6 oksidovani flavodoksin + 2 NH3 + n ADP + n fosfat
Ovaj enzim je kompleks dva proteina. On sadrži gvožđe-sumporne centre i molibden.

## Literatura
- Nicholas C. Price; Lewis Stevens (1999). Fundamentals of Enzymology: The Cell and Molecular Biology of Catalytic Proteins (Third изд.). USA: Oxford University Press. ISBN 019850229X.
- Eric J. Toone (2006). Advances in Enzymology and Related Areas of Molecular Biology, Protein Evolution (Volume 75 изд.). Wiley-Interscience. ISBN 0471205036.
- Branden C; Tooze J. Introduction to Protein Structure. New York, NY: Garland Publishing. ISBN 0-8153-2305-0.
- Irwin H. Segel. Enzyme Kinetics: Behavior and Analysis of Rapid Equilibrium and Steady-State Enzyme Systems (Book 44 изд.). Wiley Classics Library. ISBN 0471303097.
- William P. Jencks (1987). Catalysis in Chemistry and Enzymology. Dover Publications. ISBN 0486654605.

## Spoljašnje veze
- Nitrogenase+(flavodoxin) на 